# Сіта-Бузеулуй (комуна)
Сіта-Бузеулуй (рум. Sita Buzăului) — комуна у повіті Ковасна в Румунії. До складу комуни входять такі села (дані про населення за 2002 рік):
- Зебретеу (563 особи)
- Красна (593 особи)
- Мерішор
- Сіта-Бузеулуй (3658 осіб) — адміністративний центр комуни

Комуна розташована на відстані 135 км на північ від Бухареста, 31 км на південний схід від Сфинту-Георге, 35 км на схід від Брашова.

## Населення
За даними перепису населення 2002 року у комуні проживали 4814 осіб.
Національний склад населення комуни:
| Національність | Кількість осіб | Відсоток |
| -------------- | -------------- | -------- |
| румуни         | 4805           | 99,8%    |
| угорці         | 8              | 0,2%     |
| німці          | 1              | < 0,1%   |

Рідною мовою назвали:
| Мова      | Кількість осіб | Відсоток |
| --------- | -------------- | -------- |
| румунська | 4805           | 99,8%    |
| угорська  | 8              | 0,2%     |
| німецька  | 1              | < 0,1%   |

Склад населення комуни за віросповіданням:
| Релігія       | Кількість осіб | Відсоток |
| ------------- | -------------- | -------- |
| православні   | 4647           | 96,5%    |
| не релігійні  | 71             | 1,5%     |
| п'ятдесятники | 37             | 0,8%     |
| бретрени      | 9              | 0,2%     |
| реформати     | 4              | 0,1%     |
| римо-католики | 3              | 0,1%     |
| адвентисти    | 2              | < 0,1%   |